# Antefiks
Antefiks (prema latinskoj riječi „antefixus“) je naziv za reljefno ukrašenu ploču (najčešće je ukrašena motivom palmete ili ljudske protome), izrađenu uglavnom od terakote, koja se koristila kao ukras krovnog vijenca, na kojem je prikrivala krajnji izdanak krovnog žlijeba. 
Kameni hramovi Magnae Graecije (Sicilija i južna Italija), najčešće su imali mramorne antefikse.
Danas se antefiksi koriste vrlo rijetko, u pravilu jedino kod rekonstrukcija ili imitacija klasične arhitekture.